# Guerriero americano 3 - Agguato mortale
Guerriero americano 3: Agguato mortale (American Ninja 3: Blood Hunt) è un film del 1989 diretto da Cedric Sundstrom.

## Trama
Un torneo di arti marziali è l'occasione per Jackson di conoscere Sean, campione di kickboxing. I due diventano amici, ed insieme si ritroveranno a lottare contro i piani terroristici del malvagio Cobra ed i ninja assassini della perfida Chan Lee.

## Il film
Terzo episodio della saga del "guerriero americano", che continua con altri due titoli, non ritrova l'ispirazione del primo episodio.
Cambia il regista e torna Mike Stone alla coreografia dei combattimenti, ma anche se David Bradley è sicuramente un atleta migliore del Michael Dudikoff dei primi due film, il risultato non migliora in qualità.
Nel film, in un piccolo ruolo da lottatore, troviamo John Barrett, grande interprete di film culto di arti marziali.
Il film, girato in Sudafrica, esce in America il 24 febbraio del 1989.